# 記者会見

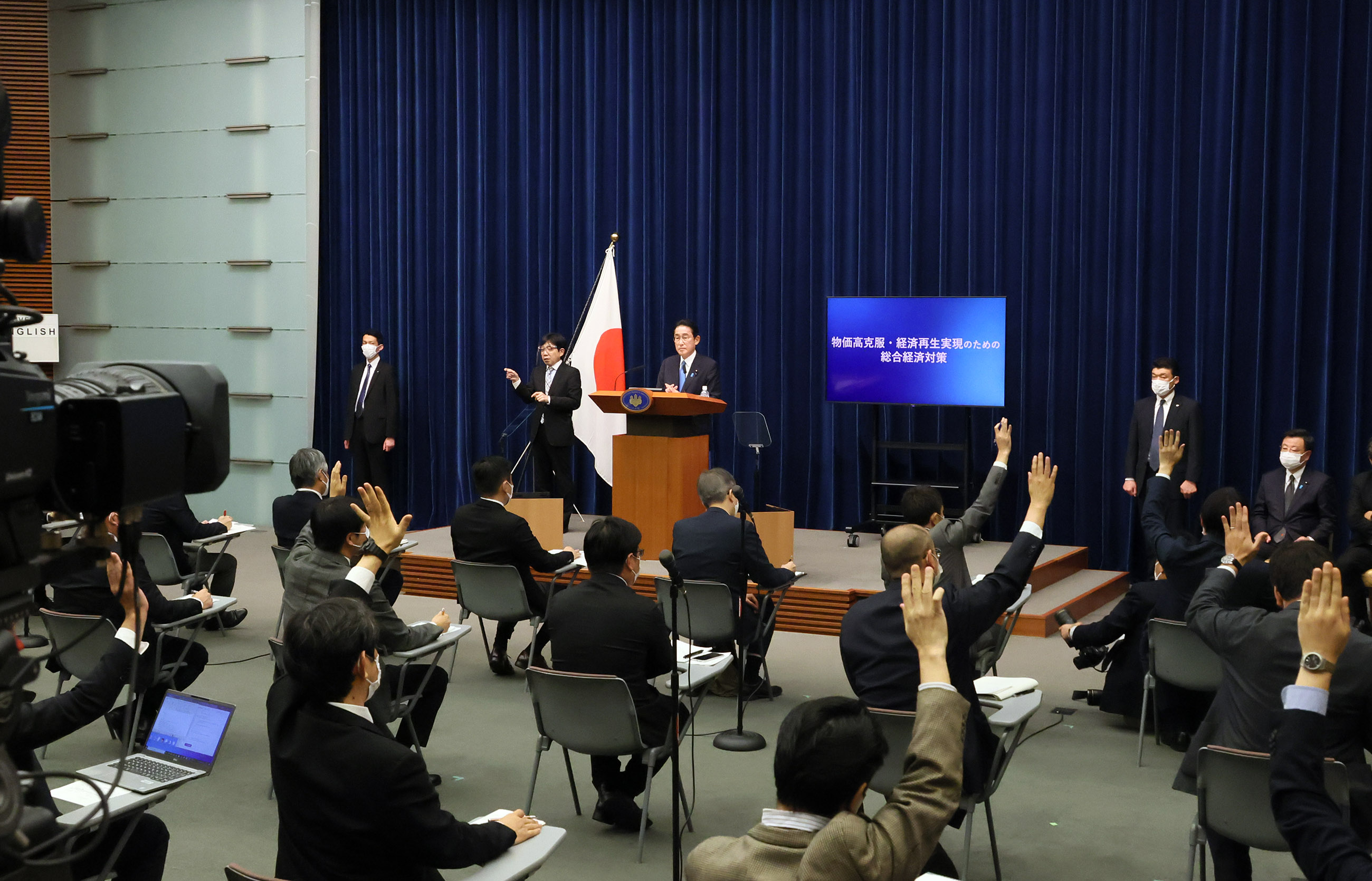
内閣総理大臣岸田文雄(当時)の記者会見の様子

記者会見（きしゃかいけん、英語:press conference, news conference）とは、一つの場所で人や団体が複数の記者に対して発表や説明を行い、インタビューをする会合である。

## 日本の記者会見

### 公的な記者会見
日本の記者会見の特徴として、公的機関が報道機関向けに行う発表は、記者クラブが主催することが通常である。
日本新聞協会は、その理由を、「情報開示に消極的な公的機関に対して、記者クラブという形で結集して公開を迫ってきた」と、歴史的な経緯があること、公的機関が主催する会見は一方的な運営がなされるとの疑念を抱いていることを説明している。
1998年、TBS『総理と語る』では当初同局が当時アメリカ大統領のビル・クリントンとのタウンミーティングを成功させたことを踏まえた上で、『筑紫哲也 NEWS23』で筑紫哲也が当時首相の小渕恵三に対し、クリントンと同様の形式でタウンミーティングを行うことを打診した。これに対し、小渕本人も乗り気だったが、記者クラブ側の反対で頓挫した。結局『総理と語る』はこれまで通りの形式で行うことになった。
2007年9月10日、日本相撲協会は、日本福祉大学客員教授の杉山邦博に対し、当時横綱の朝青龍に関するテレビでの発言が協会批判にあたるとして協会発行の取材証を返還させた。これに対し、杉山が会友として所属している東京相撲記者クラブ側は「批判する相手の取材証を取り上げるのは暴挙」と反発している。
日本新聞協会は公的機関が主催する会見を否定しないという立場を取っている。公的機関や民間の団体、個人が主催する会見に、記者クラブ所属記者が多数参加することも多くある。日本弁護士連合会が弁護士会館で開く記者会見に司法記者クラブの所属記者が参加したり、犯罪容疑者の弁護人が事務所で開く記者会見に警察の記者クラブ所属記者が参加したりなどである。ただし下記のような例をもとに「各記者クラブは記者クラブが主催する記者会見以外を、事実上、認めない。また会見場を私物化する動きもある」と主張する意見もある。

### 会員と非会員の関係
各記者クラブが主催する記者会見には、その記者クラブのメンバー以外は原則として参加できない。幹事社の事前承認があれば参加できるが、日本新聞協会に加盟していない週刊誌の記者やフリーライター、日本以外の報道機関の扱いは記者クラブの考え方によって異なるほか、記者クラブが置かれた省庁の姿勢、特に庁舎警備の方針によっても左右される。そのため、幅広い媒体から出席記者を募りたい製品発表会などの場合は、あえて記者クラブ主催の発表ではなく、企業側が主催となりホテル等を会場とする大規模な記者会見を行うことがある。
近年は開放的になりつつあり、大学のウェブマガジン（早稲田大学大学院ジャーナリズム研究科の「Spork!」）の記者（大学院生）が参加出来るかを調べた記事によると、学生記者の参加は、18閣僚のうち5閣僚の会見で認められた。この5件はいずれも記者クラブが主催を主張する記者会見だった。残る13人については「報道の対価として収入を得ている職業報道人にあたらない」などの理由で省庁側、あるいは省庁と記者クラブの双方などから拒否された。
警察や公的機関の発表の場合、会見の出席が難しいフリージャーナリストや雑誌記者は、記者クラブ所属記者から情報を得ている。また、記者クラブ所属記者が匿名で記事を書いている場合もある。

### 記者会見の種類
主に新商品、新サービス発表や企業の事業戦略を発表する記者会見は「マーケティング記者会見」※記者説明会、記者発表会と分類される。企業の不祥事や有事の際の記者会見は「緊急記者会見」と分類され、これに含まれない。主に技術系BtoC企業によるプレゼンテーションが多くみられ、業界としては「自動車」「携帯電話」などが有名である。発表商品のアンベール含め、ショー的なPRを行うため、プレゼンテーションコンテンツは専門のノウハウを持つ会社が制作するが、欧米と違い日本ではまだまだ稀有な存在である。

## 欧米の記者会見
アメリカのホワイトハウスにも日本の記者クラブのような仕組みがある。ただし、記者会見で発表されたニュースや数字についても、必ず記者個人や報道機関の検証が入るといわれる。
そもそも通信社の記者と新聞記者の役割が日本とは大きく異なっており、情報の大半は通信社が新聞社やテレビ局に提供し、新聞記者はその情報の裏を取ったり、異なる意見を収集し、事実を分析、検証するというシステムになっている。